# Phil Broadhurst

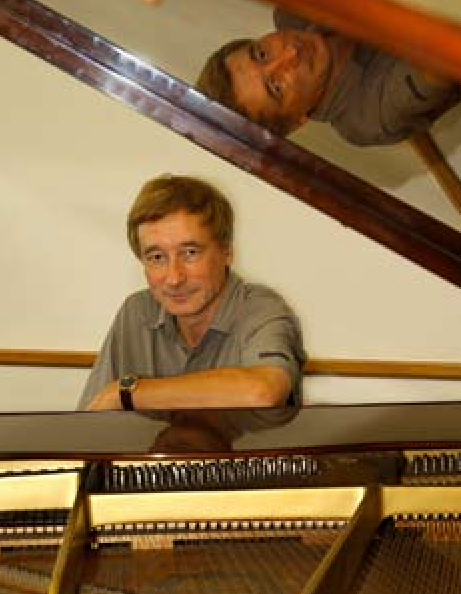
Phil Broadhurst, 2008

Philip Douglas Broadhurst (* 26. Juni 1949; † 24. April 2020) war ein neuseeländischer Jazzmusiker (Piano, Komposition) und Radiomoderator, der zu den wichtigsten Jazzmusikern seines Landes gezählt wird.

## Wirkung
Broadhurst studierte an der Massey University, wo er 2008 seine Masterarbeit Against All Odds – the life and music of Michel Petrucciani absolvierte.
Broadhurst spielte regelmäßig in Auckland, insbesondere in The London Bar. In den 1980er und 1990er Jahren organisierte er jährlich die Winter Jazz Series in der Auckland Art Gallery, in der er auch selbst auftrat. Er spielte auch mit seiner eigenen Gruppe in Paris und London und konzertierte mehrfach beim australischen Magnetic Island Jazz Festival. Weitere Festivalauftritte hatte er auf dem Wellington International Jazz Festival mit John Bells Immaculate Trio, auf dem Tauranga Jazz Festival mit den Jazz Divas und Mojave, auf dem Queenstown Jazz Festival mit Rodger Fox’ All-Stars und auf dem Nelson Jazz Festival mit den Jazz Divas und Frank Gibsons Rainbow Bridge. Weiter begleitete er Größen wie Johnny Griffin, Ronnie Scott und Scott Hamilton.
Broadhurst war auch ein bekannter Rundfunksprecher, der für mehr als 20 Jahre auf Radio New Zealand das Programm Art of Jazz präsentierte.
Zwischen 2000 und 2016 leitete Broadhurst den Jazzstudiengang an der New Zealand School of Music der Massey University.

## Preise und Auszeichnungen
Broadhurst wurde 2001 mit dem New Zealand Order of Merit für seine Verdienste in der Jazzmusik ausgezeichnet. Bei den NZ Music Awards 2016 erhielt Broadhurst den Jazz Tui für sein Album Panacea. Zudem gewann er dreimal die Auszeichnung Jazz Record of the Year.

## Diskographische Hinweise
- Phil Broadhurst, Colin Hemmingsen, Paul Dyne, Roger Sellers: Sustenance, 1982
- Phil Broadhurst, Andy Brown, Frank Gibson Jr.: Iris, 1985
- Fabric, 1987
- Phil Broadhurst, Tony Hopkins, Kevin Haines: Live at The London Bar, 1993
- Delayed Reaction, 2011
- Flaubert’s Dance, 2013
- Panacea, 2015
- Positif, 2019